# 布赖尔/布里格尔斯
布賴爾/布里格尔斯（[Breil/Brigels] 错误：{{Lang}}：缺少语言标签（帮助））是瑞士格勞賓登州的一个市镇，位於該國東部，面積50.88平方公里，海拔高度1,280米，2011年人口1,296，88%人口信奉羅馬天主教，人口密度每平方公里26人。

## 地名
该地名为双语复合地名，斜杠前的部分为该地的罗曼什语名称，发音为[bʁɛi̯l]、[bʁai̯l]或[bʁɔi̯l] ⓘ（发音因方言而异），应译“布賴爾”或“布罗伊爾”，斜杠后的部分为该地的德语名称，发音为[ˈbʁiːɡəls] ⓘ，应译“布里格尔斯”，而《世界地名翻译大辞典》与《世界地名译名词典》只译了“Breil”且误将其按法语译作“布雷伊”。

## 外部連結
- 官方网站 （页面存档备份，存于）